# Tommaso Gismondi
Tommaso Gismondi (Anagni, 28 agosto 1906 – Anagni, 26 aprile 2003) è stato uno scultore italiano.

## Biografia
Primogenito di quattro fratelli, Tommaso nacque ad Anagni nel 1906 da Carlo Gismondi e da Angela Ferretti, ma si trasferì da ragazzo con la famiglia a Roma. Nel dopoguerra andò a Buenos Aires in Argentina, per poi tornare nella natìa Anagni sul finire degli anni Cinquanta.
Divenne noto come «lo scultore del Papa» per le opere realizzate su commissione di papa Paolo VI e di papa Giovanni Paolo II: alcune delle sue opere più famose sono le porte della Biblioteca Vaticana e dell'Archivio Segreto Vaticano (1985), alcuni bronzi della basilica di San Pietro, la cattedra di Giovanni Paolo II e la Via Crucis.
Fu anche apprezzato bozzettista di monete del Vaticano e dell'Italia.

## Opere

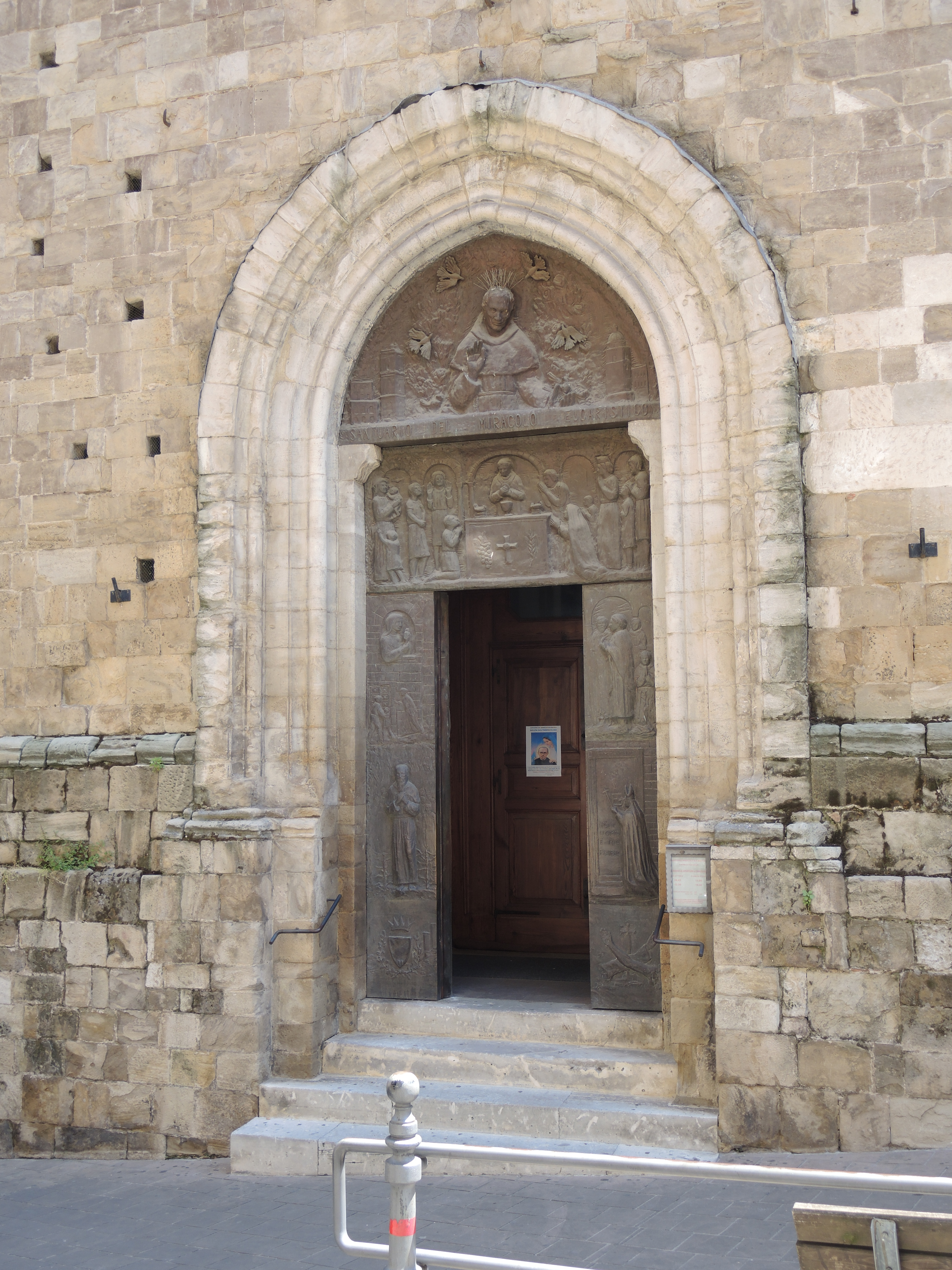
Portale bronzeo istoriato del Santuario del Miracolo eucaristico a Lanciano

- Portale bronzeo istoriato del Santuario del Miracolo Eucaristico di Lanciano (CH), per l'Anno Santo 1975
- Pala d'altare in bronzo nella Cappella Europa, San Pietro in Vaticano (m 3 x 1,80), coi Santi Benedetto, Cirillo e Metodio patroni d'Europa.(1980)
- Porte della Biblioteca Vaticana e dell'Archivio Segreto Vaticano (m 2 x 3,30). Città del Vaticano, San Pietro (1985)
- La cattedra di Giovanni Paolo II, la Via Crucis, il Cofanetto per le chiavi delle Porte Sante a San Pietro, San Paolo, San Giovanni e Santa Maria Maggiore. Città del Vaticano, San Pietro (1983)
- La statua di San Giuseppe posta nel cortile della Biblioteca Vaticana, le monete di Paolo VI per la città del Vaticano.
- Portale in bronzo per la chiesa di Saint-Pierre-de-Montmartre a Parigi.
- Quattro delle ventidue formelle del bassorilievo in bronzo dell'altare nella cappella dedicata alla Madonna della Basilica di Assisi. In ordine: Le nozze a Cana di Galilea, la Sacra Famiglia, Matrimonio di Maria, Incontro di Maria con Elisabetta. Assisi, San Francesco Basilica Inferiore.
- Monumento in bronzo ai fratelli Polidori, piazza Guglielmo Marconi, Castro dei Volsci (FR).
- Pannello bronzeo con Scene della Passione. Chiesa di San Nicola, Cosenza.
- Bronzo Madre Teresa di Calcutta.  Anagni, Museo Gismondi (1992)
- Il Cenacolo, di dimensioni più che reali, compreso Giuda che sta lasciando il banchetto, in quattro blocchi di marmo bianco di Carrara scelto dallo stesso artista. Marina di Massa, Chiesa dei Servi di Maria (1971)
- Portale di 34 m² coperti. Higüey, Cattedrale di Nuestra Señora de la Altagracia (1988)
- Medaglie di Roma, bronzo-oro-argento.
- Medaglia per il restauro dell'Ara Pacis, bronzo - diametro 9 cm. Coniata in occasione del Congresso Enaem 1970 al Palazzo dei Congressi.
- Bassorilievo con scene ciociare, bronzo.
- Famiglia ciociara, bronzo. Scultura classica di stile figurativo.
- "Cenacolo", olio su tela. Anagni, Museo Gismondi.
- La statua del Monumento ai Caduti di Ginosa. Ginosa, piazza Marconi (1978).
- Portale in bronzo per il santuario di Sant'Anna a Lettere.
- Portale in bronzo parrocchia di San Michele Arcangelo, Vallecorsa (FR), (1984).
- Due portali in bronzo per il Santuario di San Francesco di Paola - 1974 e Anno Mariano 1987- 88.
- Statua del Cristo Redentore, Santuario di San Gerardo Maiella, Caposele (AV).
- Tre porte in bronzo per la chiesa di Santa Restituta a Sora (Fr)